# Back to Mine: Pet Shop Boys
Back to Mine: Pet Shop Boys è una compilation formata dai Pet Shop Boys, facente parte della serie Back to Mine. Questa è la 20ª edizione.

## Panoramica
Sin dal momento in cui furono contattati dalla etichetta discografica, la DMC Publishing, i Pet Shop Boys hanno sempre puntualizzato di voler pubblicare due dischi, uno per Chris e uno per Neil. Questa è anche la particolarità di questa compilation, la prima della serie contenente due dischi.
Nel loro proprio disco, di conseguenza, sia Chris che Neil hanno incluso i loro brani preferiti che riflettono i loro gusti musicali. Il disco di Chris è orientato verso la 'disco music', mentre il disco di Neil è orientato su una musica più leggera e ambient.
La copertina della compilation è stata fatta da Mark Farrow, grafico che collabora da oltre 20 anni con il duo.

### Contesto
Entrambi i dischi includono una canzone di Dusty Springfield, come tributo non solo alla sua carriera ma anche alla amicizia che vi era fra il duo e la cantante.
Il brano "Passion", prodotta da Bobby Orlando (che fu anche il primo produttore dei Pet Shop Boys), è citata da Chris Lowe come una delle ragioni che hanno spinto i Pet Shop Boys a esistere: infatti la collaborazione fra i Pet Shop Boys e Bobby Orlando durò per diversi anni.

## Tracce

### Disco uno (Chris Lowe)
1. "Don't Cry Tonight" – Savage
2. "Take a Chance" – Mr. Flagio
3. "Dirty Talk" – Klein + M.B.O.
4. "Passion" – The Flirts
5. "Ti sento" – Matia Bazar
6. "Never Be Alone" – Justice vs. Simian
7. "The Show Must Go On" – Queen
8. "Stand on the Word" – Celestial Choir
9. "I Was Born This Way" – Carl Bean
10. "I'd Rather Leave While I'm in Love" – Dusty Springfield

### Disco due (Neil Tennant)
1. "Traum" – Fairmont
2. "Pulse Pause Repeat" – Harold Budd, Ruben Garcia e Daniel Lentz
3. "Microgravity" – Biosphere
4. "Come In!" (II Movimento) (Composta da Vladimir Martynov) – Ensemble Opus Posth
5. "Promenade Sentimentale" (Sentimental Walk) – Vladimir Cosma
6. "La Baie" – Étienne Daho
7. "Tiny" – Vessel
8. "Laura's Theme" – Craig Armstrong
9. "One Two Three No Gravity" (Dettinger Mix) – Closer Musik
10. "Goin' Back" – Dusty Springfield
11. "Lunz" – Lunz
12. "Sospiri" Op. 70 (Composta da Edward Elgar) – Sir John Barbirolli conduce la The New Philharmonic Orchestra
13. "DD Rhodes" – www.jz-arkh.co.uk
14. "Video Kid" – The Video Kid
15. "Movement" – Lobe
16. "At Dusk" – John Surman
17. "Melodie" Opus 47 No. 3 (Composta da Edvard Grieg) – Ėmil' Gilel's